# Пашутино (Зубцовский район)
Пашутино — деревня в Зубцовском районе Тверской области России. Входит в состав Зубцовского сельского поселения. 

## География
Деревня расположена на левом берегу реки Вазуза в 5 км на юго-запад от города Зубцов. 

## История
В конце XIX — начале XX века деревня являлась центром Белогуровской волости Зубцовского уезда Тверской губернии. 
С 1929 года деревня входила в состав Ожибоковского сельсовета Зубцовского района Ржевского округа Западной области, с 1935 года — в составе Калининской области, с 1994 года — в составе Зуевского сельского округа, с 2005 года — в составе Зубцовского сельского поселения. 

## Население
| 1859 | 2002 | 2010 |
| ---- | ---- | ---- |
| 20   | ↘0   | →0   |